# Diego Arismendi
Pour les articles homonymes, voir Arismendi.
Hugo Diego Arismendi Ciapparetta est un footballeur uruguayen né le 25 janvier 1988 à Montevideo.
Il évolue au poste de milieu de terrain.

## Biographie

### Club
Arismendi débute en professionnel au Nacional Montevideo en 2006-2007 à l'âge de 18ans, avec dix matchs disputés au cours de la saison. Il devient un joueur important les deux saisons suivantes avec 30 et 41 matchs disputés. En 2008-2009, il remporte le Championnat avec le Nacional Montevideo.
Le 31 août 2009, il s'engage avec le club de Premier League de Stoke City pour 2,6 M£. Il fait ses débuts en coupe le 22 septembre 2009 contre le Blackpool FC.
Le 2 mars 2010, il est prêté au club de Brighton and Hove Albion en Football League One où il rejoint son compatriote le coach Gustavo Poyet. 
Le 12 juillet 2010, il est cette fois-ci prêté à Barnsley en Football League Championship.

### International
Arismendi a été sélectionné pour la première fois le 28 mai 2008 contre la Norvège.

## Carrière
- 2006-2009 :  Nacional Montevideo 55 (2)
- 2009- :  Stoke City FC 2 (0)
- 2010 :  Brighton and Hove Albion (prêt) 6 (0)
- 2010- :  Barnsley (prêt)

## Palmarès

### avec Nacional Montevideo
- 2009 : Championnat d'Uruguay
- 2008 : Copa Artigas
- 2007 : Copa Artigas